# توماس هيكي
توماس هيكي هو لاعب هوكي الجليد كندي، ولد في 8 فبراير 1989 في كالغاري في كندا.

## وصلات خارجية
- توماس هيكي على موقع دوري الهوكي الوطني (الإنجليزية)
- توماس هيكي على موقع EliteProspects.com (الإنجليزية)
- توماس هيكي على موقع HockeyDB.com (الإنجليزية)
- توماس هيكي على موقع Hockey-Reference.com (الإنجليزية)